# Битва драконів
«Битва драконів» (англ. Bridge of Dragons) — американський бойовик 1999 року.

## Сюжет
Майбутнє. Злий генерал Рючанг підступно вбиває правителя країни і захоплює владу. Мало того, генерал Рючанг збирається одружитися з дочкою правителя — принцесою Гало. Але за кілька днів до весілля від своєї служниці принцеса дізнається, що генерал власноруч вбив її батька. Принцеса Хало біжить з міста прямо під час шлюбної церемонії. Щоб повернути принцесу назад, генерал Рючанг посилає за нею свого найкращого головоріза Варчайлда.

## У ролях
| Актор               | Роль             |
| ------------------- | ---------------- |
| Дольф Лундгрен      | Варчайлд         |
| Кері-Хіроюкі Тагава | генерал Рючанг   |
| Валері Чоу          | принцеса Хало    |
| Гері Хадсон         | Еммеріх          |
| Джон Беннет         | Реєстратор       |
| Скотт Л. Шварц      | Белмонт          |
| Джо Кендалл         | Лілі, покоївка   |
| Дейв Ніколс         | Йорк             |
| Башар Рахаль        | Роберт           |
| Велізар Бінев       | кравець          |
| Іван Істатков       | Майстер рингу    |
| Микола Бінев        | Доктор           |
| Боян Мілушев        | Джейк            |
| Севделін Іванов     | Скотт            |
| Брайан Фіткін       | лідер повстанців |